# Morfém
Morfém je nejmenší vydělitelná část slova, která je nositelem věcného nebo gramatického významu. Morfémem je předpona (prefix), vpona (infix), přípona a koncovka (sufixy) a kořen slova. Souhrnné označení pro přípony a koncovky je sufix. Ty spadají s předponou a vponou do společné kategorie nazývané afixy. Podle funkce ve slově rozlišujeme lexikální (věcné), gramatické (mluvnické) a spojovací morfémy.
Příklad na slově strojopisný:
- strojopisný – stroj~ je lexikální morfém podílející se na základním významu tohoto slova (kořen slova),
- strojopisný – ~o~ je spojovací morfém, který spojuje části složeniny (vpona),
- strojopisný – ~pis~ je druhý kořen tohoto slova odvozený od slovesa psát,
- strojopisný – ~n~ je odvozovací (derivační, slovotvorný) lexikální morfém, který pozměňuje původní význam slova, realizovaný jako přípona (zde převádí podstatné jméno na přídavné jméno),
- strojopisný – ~ý je flektivní (ohýbací) gramatický morfém, který určuje vztah slova k jiným větným členům, realizovaný jako koncovka (zde vyjadřuje první pád jednotného čísla mužského rodu).

Pojem gramatický morfém lze také pojmout jako abstraktní jednotku, jejíž konkrétní realizací jsou morfy. Některé gramatické morfémy mají tzv. nulovou realizaci (žádná změna), jinak řečeno jsou realizovány nulovým morfem. Např. je to čtvrtý pád (akuzativ) slova kost (v 1. pádě, jednotného čísla). Pro některé gramatické morfémy platí, že jsou realizovány vždy jen ve spojení s jiným morfémem (ten nese další potřebnou informaci). Příkladem může být koncovka ~ám ve slovním tvaru ženám, která realizuje morfém čísla i pádu, kořen žena určuje mluvnický rod. V takovém případě se jedná o realizaci fúzí. Existuje-li více textových realizací jednoho morfému, jedná se o alomorfy. Např. morfém ~př~ s významem podpěra, odpor je realizován alomorfy: 
1. ~př~ (o‑př‑í‑t),
2. ~pír~ (o‑pír‑a‑t),
3. ~por~ (pod‑por‑ova‑t),
4. ~poř~ (pod‑poř‑i‑t),
5. ~pěr~ (o‑pěr‑n‑ý, pod‑pěr‑k‑a),
6. ~půr~ (pod‑půr‑n‑ý, od‑půr‑c‑e),
7. ~pour~ (vz‑pour‑a),
8. ~pur~ (vz‑pur‑n‑ý),
9. ~peř~ (sou‑peř‑i).[1]

Rozbor slova, který jej dělí na jednotlivé morfémy, se nazývá morfematický rozbor. Příklad: slovo důmyslně lze rozdělit na morfémy
- dů – předpona,
- mysl – kořen,
- ně – přípona,
- ě – koncovka.